# Ведьмин дом
Ведьмин дом (также известный как «дом без стены», «дом-стена», доходный дом Рафаловича) — достопримечательность в Одессе, жилой дом по адресу Воронцовский переулок, дом 4.
Особенности архитектуры и размещения треугольного в плане дома приводят к тому, что в некоторых ракурсах он кажется состоящим из одной стены.
Планировался снос дома, но одесские активисты защищают это трёхэтажное строение.